# Trentepohlia abietina
Trentepohlia abietina is een draadvormige groenwieren uit de familie Trentepohliaceae. Hij komt voor in bossen. Met name op koele vochtige plaatsen. Het is meestal een corticoïde soort die oranje vlekken vormt op de bast van loofbomen (Acer, Alnus, Castanea, Fagus, Fraxinus, Quercus, Prunus, Tilia, Ulmus) en coniferen (Abies, Picea). Hij wordt zelden gevonden op rotsen.

## Voorkomen
Hij komt voor in Europa, maar is ook waargenomen in Azië, Australië en Nieuw-Zeeland .